# Angostura quinquefolia
Angostura quinquefolia är en vinruteväxtart som beskrevs av J. A. Kallunki. Angostura quinquefolia ingår i släktet Angostura och familjen vinruteväxter. Inga underarter finns listade i Catalogue of Life.